# Varese Football Club 1951-1952
Questa pagina raccoglie le informazioni riguardanti il Varese Football Club nelle competizioni ufficiali della stagione 1951-1952.

## Rosa
| N. |                   | Ruolo | Calciatore     |
| -- | ----------------- | ----- | -------------- |
|    | Italia (bandiera) | C     | R. Alloisio    |
|    | Italia (bandiera) | D     | L. Campi       |
|    | Italia (bandiera) | C     | A. Cerutti     |
|    | Italia (bandiera) | A     | Enrico Cerutti |
|    | Italia (bandiera) | A     | L. Cerutti     |
|    | Italia (bandiera) | A     | G. Croci       |
|    | Italia (bandiera) | A     | A. Daverio     |
|    | Italia (bandiera) | D     | V. Daverio     |

| N. |                   | Ruolo | Calciatore      |
| -- | ----------------- | ----- | --------------- |
|    | Italia (bandiera) | A     | Dante Destri    |
|    | Italia (bandiera) | C     | Alfio Mandich   |
|    | Italia (bandiera) | D     | Luigi Marzoli   |
|    | Italia (bandiera) | A     | G. Pedoia       |
|    | Italia (bandiera) | A     | V. Povia        |
|    | Italia (bandiera) | C     | Antonio Ronconi |
|    | Italia (bandiera) | D     | Cesare Sonzini  |
|    | Italia (bandiera) | P     | Emilio Zanotti  |